# Gloria al bravo pueblo
Gloria al bravo pueblo (Ära åt det modiga folket) är Venezuelas nationalsång. Den skrevs omkring 1810 av Juan Landaeta och antogs som nationalhymn 1881 av president Antonio Guzman Blanco. 